# 藤田勇 (法学者)
藤田 勇（ふじた いさむ、1925年10月31日 - ）は、日本の法学者。東京大学社会科学研究所名誉教授。ソ連法学を研究した。

## 経歴
1925年、朝鮮羅南に生まれた。太平洋戦争下で兵役に就き、戦後はシベリアに抑留された。1952年、東京大学法学部を卒業。
同1952年、東京大学社会科学研究所助手に採用された。1958年、東京大学社会科学研究所助教授に昇進。1962年に学位論文『社会主義的所有と契約』を提出して法学博士号を取得。1969に同研究所教授に昇進し、1980～1982年は所長をつとめた。1985年に東京大学を定年退官し、名誉教授となった。その後は神奈川大学法学部教授として教鞭をとり、2000年に退職した。

## 著書
- 『社会主義的所有と契約 全人民的所有の運動形態としての計画契約の法的構造』東京大学出版会　1957　東京大学社会科学研究所研究叢書
- 『ソビエト法理論史研究 1917-1938 ロシア革命とマルクス主義法学方法論』岩波書店　1968　東京大学社会科学研究所研究叢書
- 『法と経済の一般理論』日本評論社　1974
- 『社会主義における国家と民主主義』大月書店　1975
- 『社会主義社会論』東京大学出版会　1980　UP選書
- 『ソビエト法史研究』東京大学出版会　1982　東京大学社会科学研究所研究叢書
- 『概説ソビエト法』東京大学出版会　1986
- 『近代の所有観と現代の所有問題』日本評論社　1989
- 『自由・平等と社会主義 1840年代ヨーロッパ～1917年ロシア革命』青木書店　1999
- 『自由・民主主義と社会主義 1917-1991 社会主義史の第2段階とその第3段階への移行』桜井書店　2007
- 『マルクス主義法理論の方法的基礎』日本評論社　2010

## 共編著
- 『日本の法社会学 文献研究 法社会学論争』江守五夫共編　日本評論社　1969
- 『資本主義法の形成と展開』全3巻　高柳信一共編　東京大学出版会　1972-1973　東京大学社会科学研究所研究報告
- 『文献研究マルクス主義法学 戦前』長谷川正安共編　日本評論社　1972
- 『社会主義と自由権 ソ連における自由権法制の研究』編　法律文化社　1984
- 『現代社会の家族と法』沼田稲次郎共編　日本評論社　1986　日ソ法学シンポジウムの記録
- 『権威的秩序と国家』編　東京大学出版会　1987
- 『科学技術の発達と法 第4回日ソ法学シンポジウムの記録』沼田稲次郎共編　日本評論社　1989
- 『体制転換期ロシアの法改革』杉浦一孝共編　法律文化社　1998

## 翻訳
- M.B.コルガーノフ 『社会主義社会における所有』上　宇高基輔,福島正夫共訳　有斐閣　1960
- ソ連邦科学アカデミー国家・法研究所編『マルクス=レーニン主義国家・法の一般理論 基本的制度・概念』下　監訳　日本評論社　1973

## 参考
- マルクス主義法理論の方法的基礎 - 紀伊國屋書店BookWeb
- 藤田勇教授略歴・著作目録 (藤田勇教授還暦記念号)社會科學研究 1985-12-14